# Charles Mathias Jr.
Charles McCurdy „Mac” Mathias Jr. (ur. 24 lipca 1922 we Frederick, Maryland, zm. 25 stycznia 2010 w Waszyngtonie) – amerykański polityk i prawnik z Maryland związany z Partią Republikańską.
Podczas II wojny światowej w 1942 roku został powołany do służby w Marynarce Wojennej Stanów Zjednoczonych. W latach 1944–1946 uczestniczył w działaniach na Oceanie Spokojnym.
Po wojnie rozpoczął karierę prawniczą i polityczną. Służył jako zastępca prokuratora generalnego w Maryland i główny prawnik rodzinnego miasta Frederick. Był również wybrany do stanowego parlamentu. W latach 1961–1969, przez cztery kadencje Kongresu Stanów Zjednoczonych, był przedstawicielem szóstego okręgu wyborczego w stanie Maryland w Izbie Reprezentantów Stanów Zjednoczonych. Później, w latach 1969–1987 reprezentował Maryland w Senacie Stanów Zjednoczonych. Nie ubiegał się o reelekcję w 1986 roku i powrócił do praktyki prawniczej w Waszyngtonie.